# Nestima fragilis
Nestima fragilis är en tvåvingeart som först beskrevs av Walker 1856.  Nestima fragilis ingår i släktet Nestima och familjen skridflugor. Inga underarter finns listade i Catalogue of Life.